# Израильско-палауские отношения
Израильско-палауские отношения — двусторонние дипломатические отношения между Государством Израиль и Республикой Палау.
Израиль был первой нетихоокеанской страной, которая установила дипломатические отношения с Палау после провозглашения независимости этой страны в 1994 году. Израиль голосовал за принятие Палау в ООН и предлагал молодому государству финансовую помощь. Израильский МИД организовывал поездки сельскохозяйственных и рыболовных специалистов в Палау для обучения и тренировки местного населения. У Израиля есть посольство в Короре.
В 2006 году у Палау и Израиля было больше всего совпадений по голосованию в ООН.
В 2006 году президент Палау Томас Ременгесау посетил Израиль и провёл встречу с премьер-министром Эхудом Ольмертом и президентом Моше Кацавом. «Мы самые лучшие друзья и мы здесь для того, чтобы укрепить нашу дружбу» — сказал Ременгесау во время своего визита.
В декабре 2017 года Палау была одной из 9 стран (включая США и Израиль), которые проголосовали против принятой на Генассамблее ООН резолюции, осуждающей признание США Иерусалима столицей Израиля.